# ديف أنجيل
ديف أنجيل (بالإنجليزية: Dave Angel)‏ هو دي جيه بريطاني، ولد في 13 مايو 1966 في تشيلسي في المملكة المتحدة.

## وصلات خارجية
- الموقع الرسمي
- ديف أنجيل على موقع ميوزك برينز (الإنجليزية)
- ديف أنجيل على موقع أول ميوزيك (الإنجليزية)
- ديف أنجيل على موقع ديسكوغز (الإنجليزية)